# Catastrophe du Boël
Vous lisez un « bon article » labellisé en 2020.
La catastrophe du Boël est un éboulement survenu le 6 juin 1884 dans une carrière située au lieu-dit Le Boël à Bruz, en Ille-et-Vilaine, dans l'Ouest de la France, qui fait huit morts dont deux enfants. On extrait de cette carrière du schiste rouge que l'on peut retrouver notamment dans les églises des environs. L'eau qui fragilise la falaise en s'y infiltrant et les dommages causés par les tirs de mines des carriers seraient les principales causes de cet accident. Les recherches pour retrouver les corps durent cinq jours.
À l'époque, ce drame marque les esprits, probablement à cause de la mort d'enfants et parce qu'il a touché différentes catégories sociales. Plusieurs rédacteurs des différents journaux de Rennes collaborent pour vendre un magazine à cinquante centimes au profit des victimes. Des campagnes de dons sont aussi réalisées par la presse locale.

## Contexte
Le Boël est un lieu-dit situé le long du fleuve de la Vilaine, au sud-ouest de Rennes, entre les communes de Guichen et Bruz.
À la fin du XIXe siècle, les carriers y travaillent pour extraire notamment du schiste rouge que l'on peut retrouver dans les maçonneries des églises locales, telles que celles du Rheu, de Saint-Erblon, de L'Hermitage, de Cesson-Sévigné et de La Chapelle-des-Fougeretz. Il s'agit plus précisément de siltites micacées pourpres de type Le Boël qui sont « des roches massives, parfois à structure œillée associée à des bioturbations, débitées grossièrement par une schistosité de fracture », le faciès rouge étant dû à l'altération de la chlorite en hématite. Pour extraire cette roche, les carriers utilisent des explosifs à flanc de falaise, souvent au péril de leur vie.
La Vilaine sert alors d'axe de transport pour acheminer par bateau la roche extraite et le trafic y est très dense. Ainsi, en 1881, plus de 61 500 tonnes de fret, transportées en 2 849 voyages fluviaux, passent par l'écluse du Boël. Durant cette période, en raison des nombreux travaux d'urbanisme réalisés à Rennes, alors dirigée par le maire Edgard Le Bastard, le conseil général d'Ille-et-Vilaine observe même une hausse de 80 % du trafic fluvial.
À cette époque, une vingtaine de carriers travaillent dans la carrière, située à proximité du moulin du Boël. Cette carrière est la propriété de M. Ferrand, le meunier du Boël, qui l'a achetée deux ou trois mois avant l'accident. Les ouvriers sont sous les ordres de M. de la Bourdonnaye, châtelain et maire de Laillé. Ils gagnent environ deux francs par mètre cube de déblai. Selon la tradition du pays, pour travailler plus vite et gagner plus d'argent, les carriers ont pour habitude d'attaquer le rocher par le bas plutôt que de le miner à partir de la couche supérieure.

## Déroulement des faits

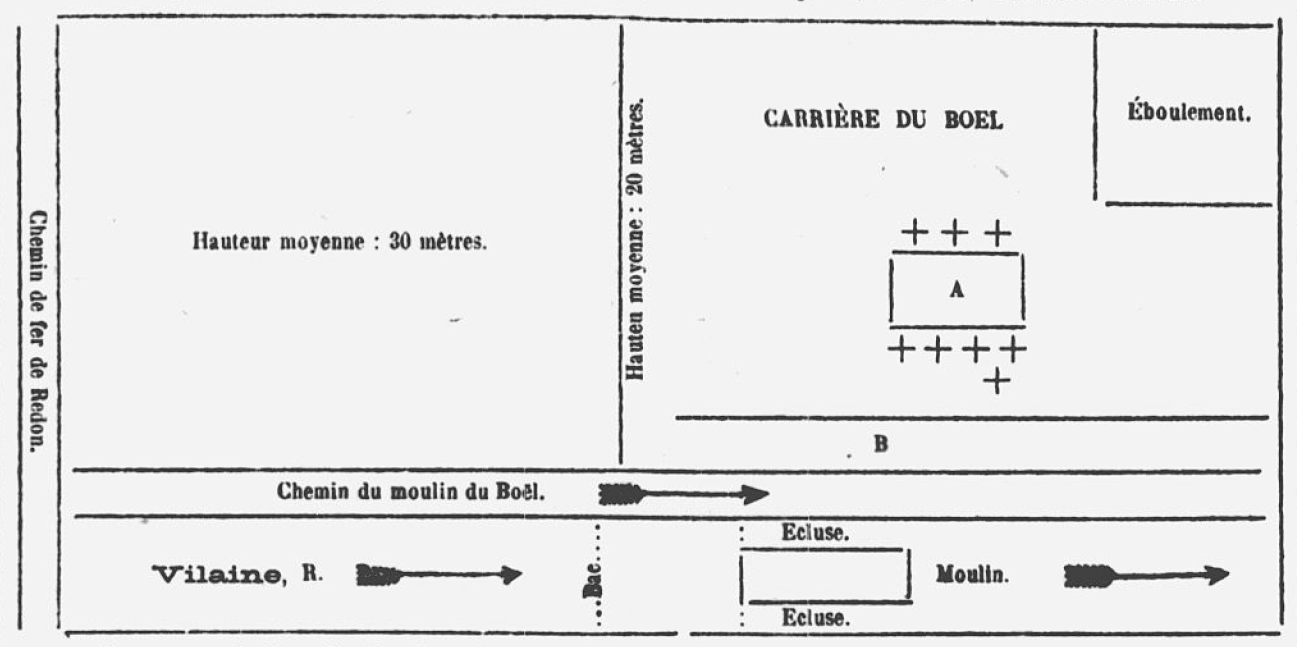
Schéma de la catastrophe du Boël en 1884. Le signe + indique approximativement la position des victimes qui brisaient le bloc A de roches. B est la plate-forme sur laquelle étaient jetés les blocs de pierre, ensuite transportés à bord de bateaux.

Le vendredi 6 juin 1884 est une journée dont la chaleur orageuse est accompagnée de fortes pluies. En fin de matinée, vers 11 h, les sept carriers qui travaillent dans la carrière décident de se reposer un peu et, peu après, ils sont rejoints par le beau-fils du meunier qui leur apporte du cidre. À la recherche de fraîcheur en cette chaude matinée, les huit personnes décident de s'installer à l'ombre d'un énorme rocher qui forme comme un dôme. Peu de temps après, « un craquement suivi d'un déchirement se fait entendre, puis un roulement semblable au bruit du tonnerre ». Derrière le moulin situé en contrebas, près de l'écluse, de gros blocs de roche se détachent de la falaise, écrasant les carriers qui se reposaient et se désaltéraient. Les quelques personnes qui se trouvent à proximité, ainsi que des carriers des environs qui ne tardent pas à les rejoindre, se mettent rapidement à la recherche d'éventuels survivants.
Selon l'édition du 8 juin 1884 du Petit Rennais hebdomadaire, l'heure de la catastrophe diffère. En effet, pendant cette saison, les ouvriers travaillent généralement dès 5 h du matin et prennent une pause vers 8 h pour se reposer et se nourrir. C'est à ce moment-là que l'éboulement aurait eu lieu et, après que l'alarme eut été aussitôt donnée, les travaux de sauvetage auraient commencé vers 9 h.
Les premiers cadavres à être dégagés sont celui de Renaud peu après l'éboulement et celui du fils Chérel vers 19 h. Les recherches s'arrêtent à la nuit tombée et reprennent le lendemain à l'aube. Les corps de Marchand et Josset sont retrouvés en journée avant celui de Chérel père vers 20 h. Les jours suivants, les travaux de déblaiement continuent et les cadavres de Robert, Morin et Grégoire sont respectivement dégagés des décombres le dimanche soir, le lundi et le mardi matin.

## Victimes
Lors de la catastrophe, les ouvriers ne sont pas la seule catégorie sociale touchée. En effet, on compte parmi les victimes un membre de la famille du propriétaire de la carrière. Le drame marque également les esprits car des enfants sont tués, ce qui incite les familles à s'identifier aux victimes.
| Prénom       | Nom      | Âge          | Autres informations |
| ------------ | -------- | ------------ | --- |
| Joseph       | Chérel   | 57 ou 58 ans | Chef d'équipe des carriers. Laisse une veuve et quatre enfants.                                                                |
| Joseph       | Chérel   | 27 ans       | Ouvrier carrier, célibataire, fils de Joseph Chérel également décédé.                                                          |
| Alexis       | Grégoire | 17 ou 18 ans | |
| Jules        | Josset   | 49 ou 56 ans | Ouvrier carrier. Veuf, deux enfants.                                                                                           |
| Jean-Marie   | Marchand | 32 ans       | Ouvrier carrier. Laisse une femme et un enfant de 7 ans.                                                                       |
| Joseph       | Morin    | 13 ou 14 ans | Beau-fils de M. Ferrand, meunier du Boël et propriétaire de la carrière, venu pour s'amuser et apporter du cidre aux ouvriers. |
| Pierre-Marie | Renaud   | 13 ou 14 ans | Fils du charretier du moulin du Boël.                                                                                          |
| Jean-Marie   | Robert   | 29 ans       | Ouvrier carrier. Laisse une femme et trois enfants (dont un en bas âge ou qui s'apprêtait à naître),.                          |

## Causes de la catastrophe

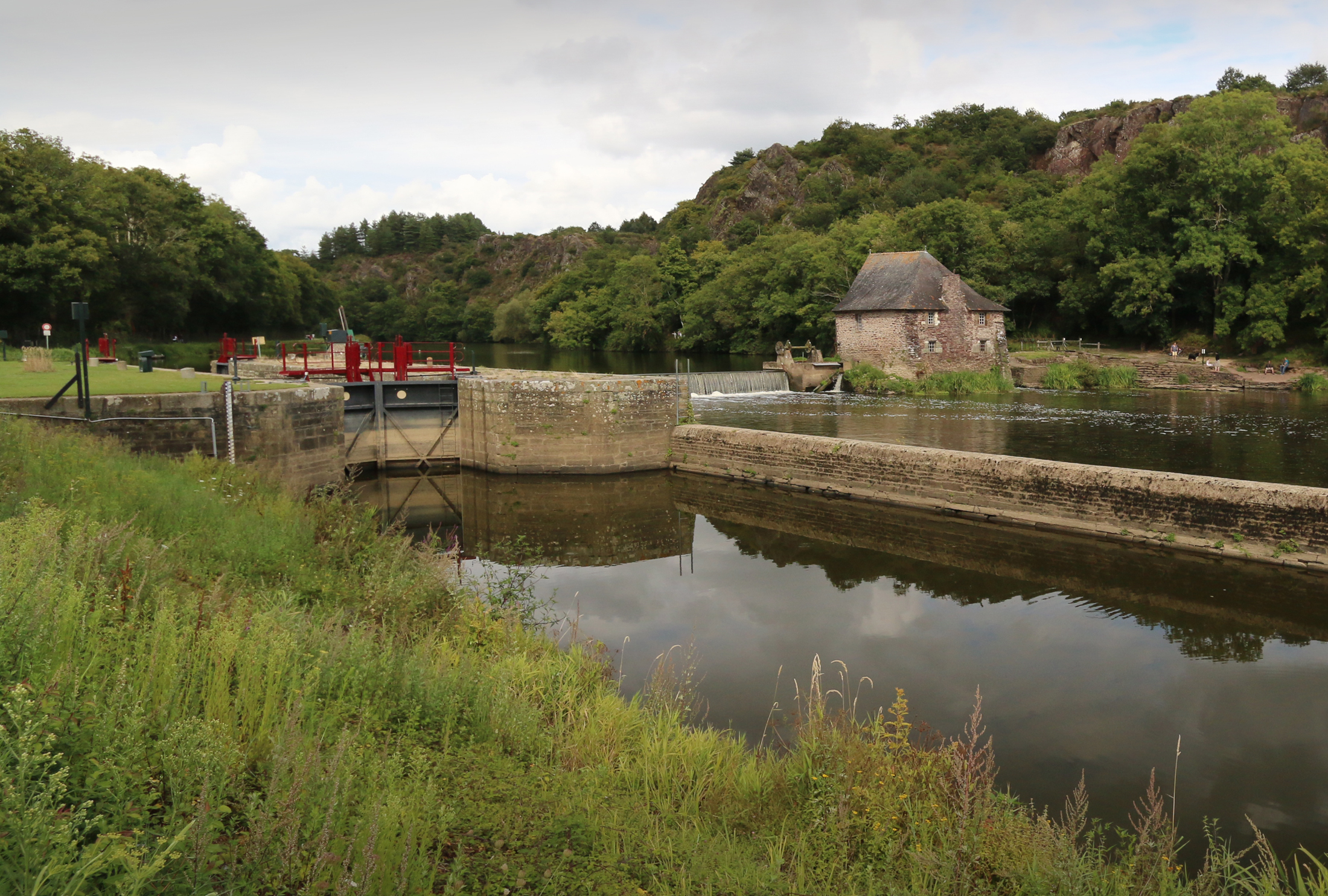
L'éboulement a eu lieu dans une carrière à proximité de l'écluse et du moulin du Boël.

La carrière est inondable par les crues du cours d'eau, la dernière inondation importante ayant eu lieu en 1881. Cependant il n'est pas démontré que ces phénomènes aient joué un rôle dans l'éboulement. L'eau (notamment de ruissellement ou de nappe) est quoi qu'il en soit un véritable danger pour les carriers car elle fragilise la falaise en s'y infiltrant. Elle serait ainsi l'une des causes de la catastrophe, outre les dommages causés par les explosifs utilisés pour extraire le schiste. D'autre part, vers 7 h 45 le jour du drame, le maître carrier fait charger un trou de mine mais, bien que la mèche ait été allumée, il n'y a pas d'explosion. On ignore cependant si les carriers ont de nouveau chargé imprudemment dans le même trou ou si une seconde mine a été mise en action.

## Après la catastrophe

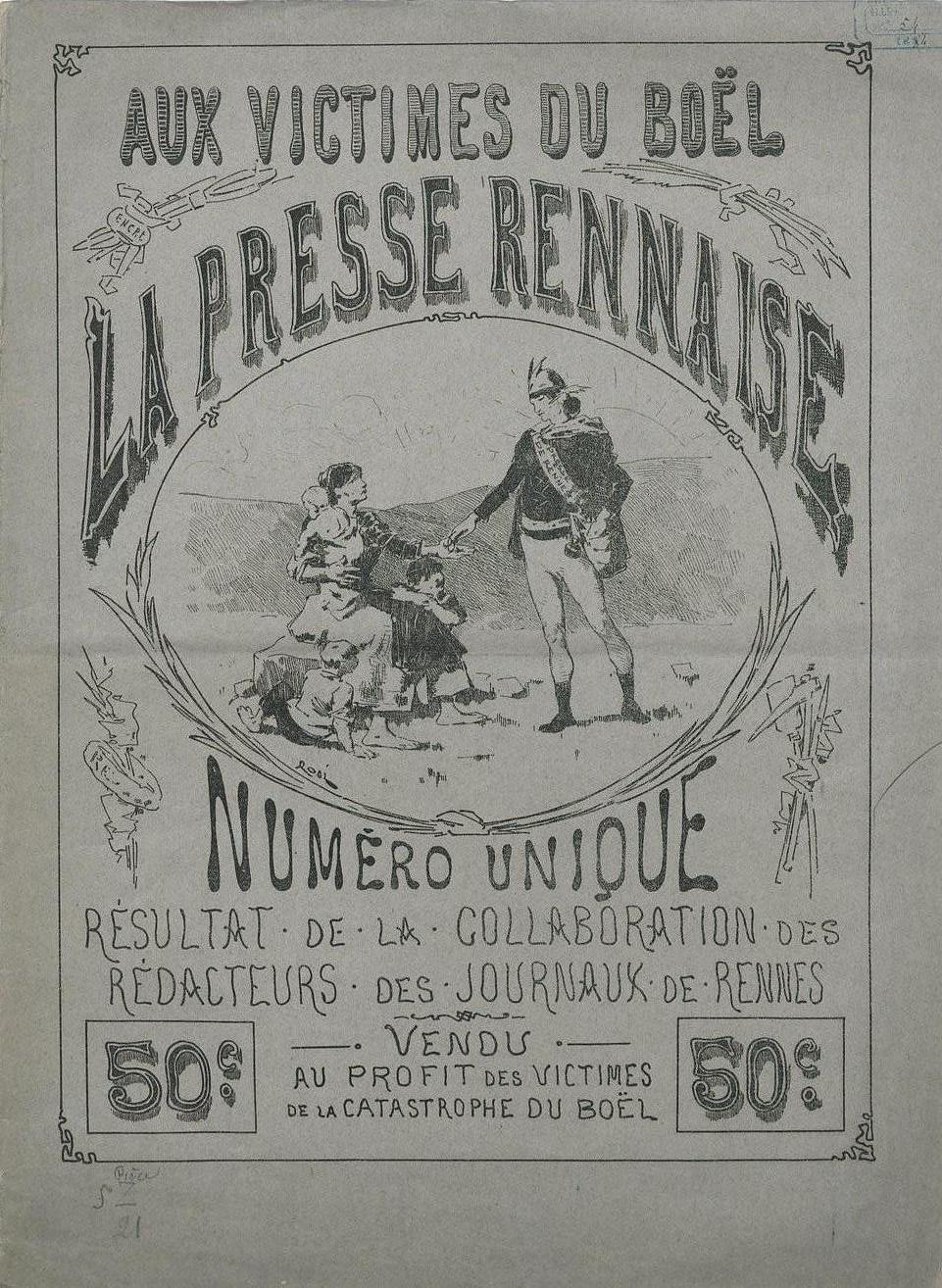
Numéro de presse unique vendu au profit des victimes de la catastrophe du Boël.

Les obsèques des cinq morts découverts le vendredi et le samedi ont lieu à l'église de Pont-Réan le dimanche 8 juin. Pour les trois dernières victimes dont les corps ont été retrouvés entre le dimanche soir et le mardi matin, elles sont célébrées au même endroit le mardi. Les actes de décès sont dressés à la mairie de Bruz, la carrière du Boël étant située sur son territoire.
Le 29 juin, il est annoncé dans la presse que le ministre de l'Intérieur Pierre Waldeck-Rousseau a envoyé 500 francs afin que cette somme soit répartie entre les familles des victimes. Différentes initiatives sont menées pour venir en aide aux familles des défunts. Par exemple, des campagnes de dons sont réalisées par la presse locale pour leur venir en aide,. À Rennes, des enfants font abandon des prix qu'ils ont obtenus à la distribution de leur école municipale primaire pour qu'une somme de 20 francs puisse être versée en leur nom.
De plus, les rédacteurs des différents journaux de Rennes collaborent pour réaliser un recueil de poèmes avec un récit de la catastrophe et des gravures, dans un numéro unique, « au profit des victimes de la catastrophe du Boël ». On retrouve également des collaborateurs de la presse républicaine, monarchiste ou encore théâtrale. En soutien à cette initiative, les imprimeries fournissent gratuitement la partie matérielle
du travail. Ce journal illustré est mis en vente au prix de 50 centimes le dimanche 6 juillet 1884.
En juin 1891, un nouvel éboulement tue six ouvriers, qui meurent écrasés sous un bloc de roche de 30 tonnes. Néanmoins, ce drame semble moins marquer les esprits que celui de 1884, probablement du fait qu'il n'y a pas d'enfants morts et que cela ne touche que des ouvriers.